# Isgandarbayli (Zangilan)
Isgandarbayli est un village de la région de Zangilan en Azerbaïdjan.

## Histoire
En 1993-2020, Isgandarbayli était sous le contrôle des forces armées arméniennes. Le 9 novembre 2020, le village d'Isgandarbayli a été restitué sous le contrôle de l'Azerbaïdjan.